# Hypselosaurus
Hypselosaurus is een geslacht van uitgestorven plantenetende sauropode dinosauriërs behorend tot de groep van de Macronaria dat tijdens het Laat-Krijt leefde in het gebied van het huidige Frankrijk.

## Vondst en naamgeving
Op 1 april 1869 benoemde Pierre Émile Philippe Matheron enkele beenderen vanaf 1842 gevonden in de Provence als Hypselosaurus priscus. De geslachtsnaam is afgeleid van het Klassiek Griekse ὑψηλός, hypselos, 'hoog', een verwijzing naar de hoogte van de ruggenwervels en de daaruit af te leiden hoge bouw van het dier. De soortaanduiding betekent 'van eerbiedwaardige ouderdom' in het Latijn. Al in de achttiende eeuw waren grote sauropode beenderen in het gebied ontdekt maar het belang daarvan werd niet onderkend en deze vondsten zijn verloren gegaan.

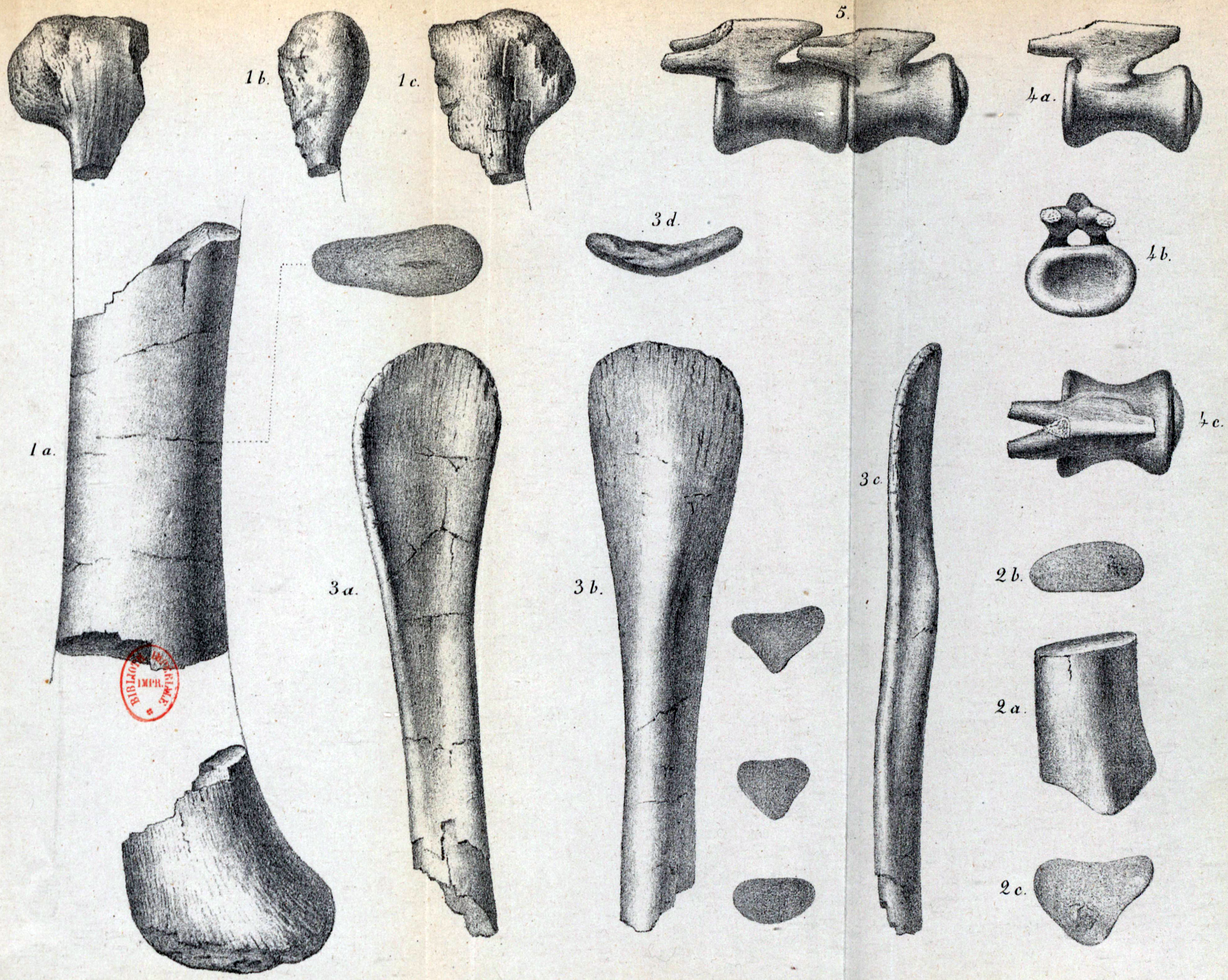
Een afbeelding van het zoekgeraakte holotype

Het holotype is niet meer in de huidige collecties identificeerbaar maar bestond volgens een eerste beschrijving uit 1846 uit een spaakbeen, een dijbeen, een opperarmbeen en twee wervels van dertien centimeter lengte. In totaal zouden er veertien nu nog bekende fragmenten aan de soort toegewezen worden. Ze komen uit lagen uit het Maastrichtien. Sommige zijn gevonden in de Spaanse Pyreneeën.

## Eieren

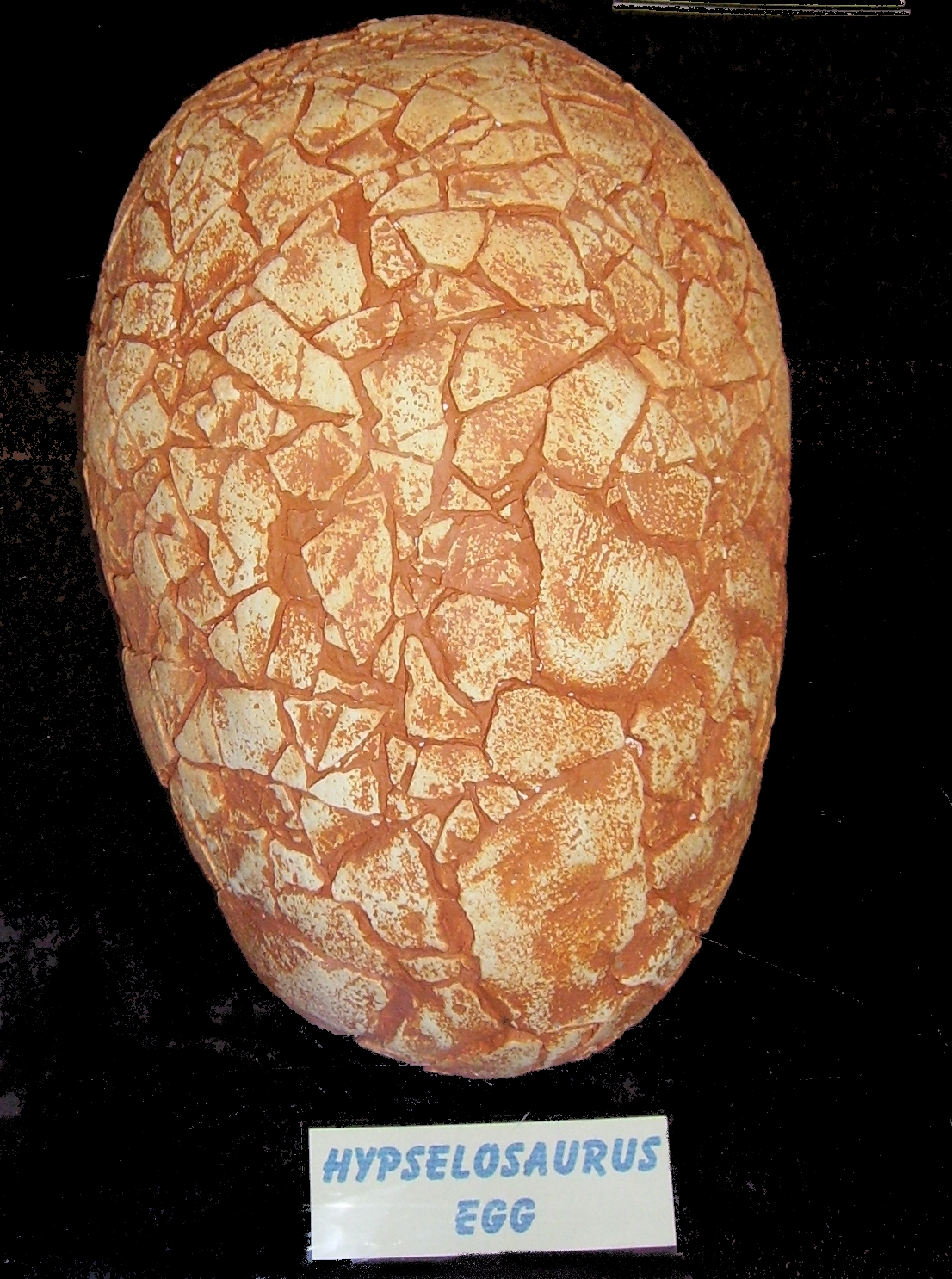
Een afgietsel van een hypselosaurusei

Hypselosaurus is tegenwoordig het meest bekend door het feit dat Matheron in 1876 aan bioloog Paul Gervais suggereerde dat enkele grote eierschaalfragmenten die hij vanaf 1846 ontdekt had bij Rognac in de vallei van de Durance aan deze soort zouden toebehoren. Het alternatief was dat ze aan een zeer grote vogel toebehoorden. Gervais concludeerde na een microscopisch onderzoek dat de eierschaal niet leek op die van enig modern reptiel, hoewel nog het meest op dat van schildpadden, en dat ze dus zeer wel van Hypselosaurus zouden kunnen zijn.  Dit waren in feite de eerste eieren die van een dinosauriër uit het Mesozoïcum waren teruggevonden. Later werd deze ontdekking weer vergeten, vooral doordat Matheron noch Gervais beseften dat Hypselosaurus een dinosauriër was.
In 1923 ontdekte Maurice Derognat nog wat eierschalen die datzelfde jaar door Victor van Stralen aan Hypselosaurus priscus werden toegewezen. In 1930 vond wijnbouwer Pierre Chamoux een gaaf ei. Dat was toen pas het derde dat van de Dinosauria bekend was. In 1957 werden er hele nesten gemeld maar misschien niet van dezelfde soort.
De toegenomen belangstelling voor dinosauriërs zorgde eind twintigste eeuw tot een meer onderbouwde bestudering. Sindsdien zijn er nog veel meer van dit soort eieren ontdekt, waaronder weer een aantal vrijwel complete. In 1992 werd één zo'n ei verkocht voor de recordprijs van $11 000.

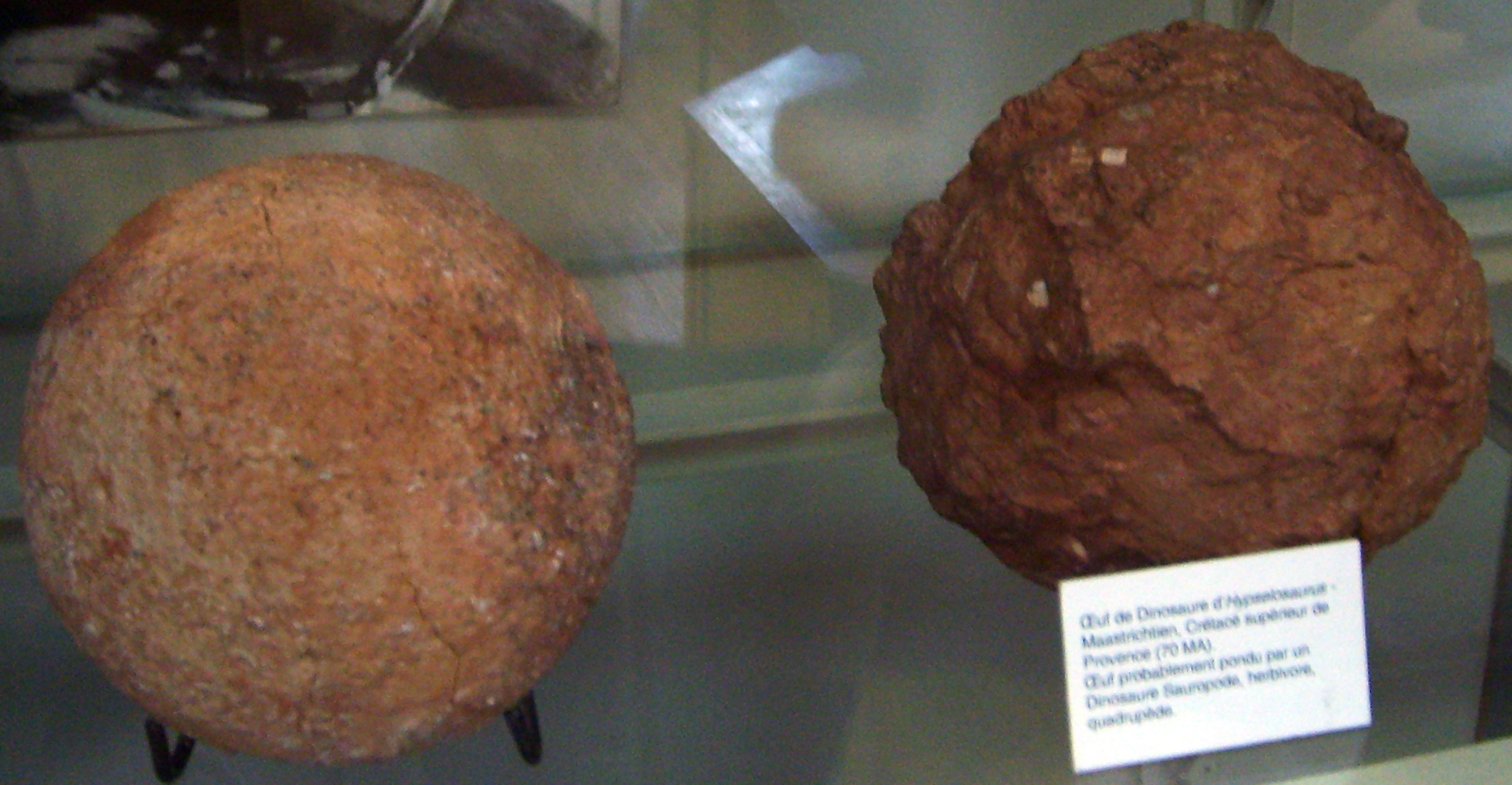
Twee echte fossiele eieren in Parijs

De eieren zijn ruwweg bolvormig. Meer exact hebben ze de vorm van een prolate sferoïde waarvan de grootste straal ongeveer dertig centimeter lang is en de kortste vijfentwintig centimeter. Of ze werkelijk door Hypselosaurus gelegd zijn, is onzeker; er zijn nooit embryo's in gevonden.
Sommige eieren hebben een afwijkend dunne schaal. Het is wel geopperd dat dit het gevolg was van een ziekte of stressvolle omstandigheden. Daartegen spreekt dat ze soms kennelijk succesvol uitkwamen. Het kan zijn dat ze simpelweg door een andere soort gelegd zijn.

## Beschrijving
De botten van Hypselosaurus zijn tamelijk robuust maar zijn absolute grootte was niet enorm: zijn lengte is geschat als tussen de acht en twaalf meter en het gewicht op een à anderhalve ton, wat vrij klein is voor een sauropode. Dit is voornamelijk gebaseerd op de lengte van het gevonden linkerdijbeen: tachtig centimeter. Eerdere schattingen waren wel zo hoog als vijf ton, vijfduizendmaal de massa van een kilo die een pasgeboren dier gehad moet hebben. Ted Case berekende hieruit in 1978 dat het 104 tot 208 jaar geduurd zou hebben voordat Hypselosaurus zijn volwassen omvang bereikte. Daarbij baseerde hij zich echter voornamelijk op het groeitempo van huidige koudbloedige reptielen; bij een hogere stofwisseling zou de groei sneller zijn verlopen.
Twee in 1957 toegewezen staartwervels zijn procoel, dus met een hol voorste gewrichtsfacet van het wervellichaam.

## Fylogenie
Matheron dacht eerst dat Hypselosaurus een reusachtige krokodil was van zo'n twintig meter lengte, misschien een die in de zee leefde. Pas in 1900 begreep Charles Depéret dat het een sauropode betrof die hij toewees aan de Morosauridae. In 1927 concludeerde Friedrich von Huene tot een plaatsing in de Titanosauridae wat tot nu toe een gebruikelijke classificatie is gebleven, mede omdat men op die plaats en tijd een titanosauride zou verwachten. Het past ook goed bij de procoele staartwervels. Vanwege de problemen met het holotype wordt de soort tegenwoordig echter als een nomen dubium beschouwd.